# Papier à musique

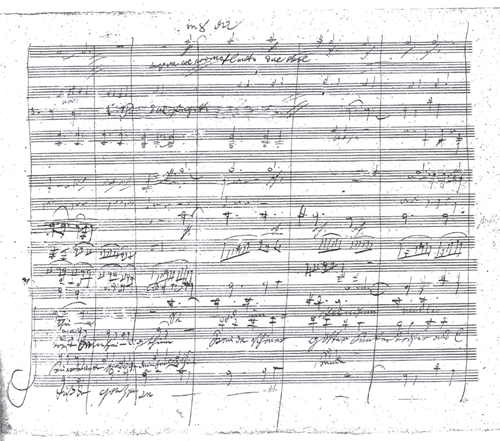
Ludwig van Beethoven Symphonie no 9, d minor, op. 125 - Partition autographe, 4e mouvement

Le papier à musique est un papier où sont tracées des portées pour écrire une partition de musique.
Les portées peuvent être uniformément réparties sur le papier à musique ou regroupées en systèmes.

## Expressions
L'expression « Réglé comme papier musique » signifie que les choses sont déjà faites et qu'on ne peut plus les modifier.
"Mais bon, c'était lancé, réglé comme papier musique.", Dostoïevski, Une sale histoire, discours en indirect libre de Ivan Ilitch Pralinski, conseiller d'État de Saint-Pétersbourg lorsqu'il se rend compte qu'il est allé trop loin en s'incrustant dans la soirée de noces de son subordonné Pseldonimov, dans laquelle il s'enivre gorgée après gorgée, malgré lui...